# Copertino (vino)
Il Copertino è una DOC riservata ad alcuni vini la cui produzione è consentita nella provincia di Lecce.

## Zona di produzione
La zona di produzione comprende l'intero territorio dei comuni di Copertino, Carmiano, Arnesano e Monteroni e parte del territorio dei comunali di Galatina e Lequile. Tutti in provincia di Lecce.